# گنکی هاراگوچی
گنکی هاراگوچی (به انگلیسی: Genki Haraguchi) بازیکن فوتبال اهل ژاپن و عضو تیم ملی فوتبال ژاپن است که در تاریخ ۷ اکتبر ۲۰۱۱ میلادی اولین بازی ملی‌اش را انجام داد.